# Zeuxíades (escultor)
Zeuxíades (en grec antic: Ζευξιάδης, Zeuxiădes) fou un escultor de l'antiga Grècia del segle iv aC.
Plini el Vell diu que era de l'escola de Lisip. El seu nom ha trobat confirmació en una inscripció a la base d'una estàtua de l'orador Hiperides en la forma ΤΕΥΣΙΑΛΗΣ, la lectura correcta de la qual (ΖΕΥΞΙΑΔΗΣ) fou establerta per Visconti.